# Jeldos Smetow

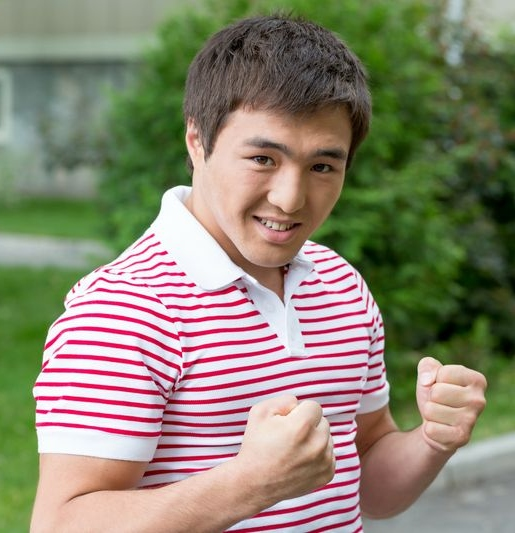
Jeldos Smetow (2013)

Jeldos Baqytbajuly Smetow (kasachisch Елдос Бақытбайұлы Сметов, russisch Елдос Бахтыбаевич Сметов Jeldos Bachtybajewitsch Smetow; * 9. September 1992 in Taras, Kasachstan) ist ein kasachischer Judoka. Er tritt im Superleichtgewicht (Klasse bis 60 Kilogramm) an. Der Weltmeister von 2015 gewann 2016 die olympische Silbermedaille und 2021 eine olympische Bronzemedaille. 2024 gewann er in Paris die olympische Goldmedaille.

## Karriere
Smetow gewann 2010 zuerst den Titel bei den Junioren-Asienmeisterschaften in Bangkok und fünf Monate später auch den Titel bei den Junioren-Weltmeisterschaften in Agadir. 2011 belegte er den zweiten Platz bei den Militärweltmeisterschaften und gewann in Taschkent sein erstes Weltcup-Turnier. Bei den Junioren-Weltmeisterschaften in Kapstadt erkämpfte er die Bronzemedaille.
2013 gewann er die Bronzemedaille bei den Asienmeisterschaften und belegte den siebten Platz bei den Weltmeisterschaften in Rio de Janeiro. 2014 siegte er bei den Asienspielen und gewann mit der Mannschaft die Silbermedaille hinter den Südkoreanern. 2015 belegte Smetow den fünften Platz bei den Asienmeisterschaften. Im Finale der Weltmeisterschaften kämpften in der kasachischen Hauptstadt Astana zwei Kasachen um den Titel im Superleichtgewicht, Jeldos Smetow gewann gegen Rustam Ibrajew.
2016 gewann Smetow den Titel bei den Asienmeisterschaften. Im Finale der Olympischen Spiele in Rio de Janeiro unterlag er dem Russen Beslan Mudranow. 2017 belegte Smetow den siebten Platz bei den Weltmeisterschaften. Im März 2018 gewann er das Grand-Slam-Turnier in Jekaterinburg. 2019 bei den Weltmeisterschaften in Tokio unterlag er im Viertelfinale dem Japaner Ryūju Nagayama, erkämpfte sich aber über die Hoffnungsrunde eine Bronzemedaille. Bei den Olympischen Spielen in Tokio unterlag er im Halbfinale dem Japaner Naohisa Takato, den Kampf um Bronze gewann er gegen den Niederländer Tornike Tsjakadoea.
2022 erkämpfte Smetow eine Bronzemedaille bei den Weltmeisterschaften in Taschkent. Bei den Weltmeisterschaften 2024 in Abu Dhabi unterlag Smetow im Kampf um Bronze dem Japaner Taiki Nakamura. Bei den Olympischen Spielen 2024 in Paris bezwang er im Viertelfinale den Taiwaner Yang Yung-wei und im Halbfinale den Spanier Francisco Garrigós. Mit einem Finalsieg über den Franzosen Luka Mkheidze sicherte sich Smetow die Goldmedaille.